# Шри-ланкский мусанг
Шри-ланкский мусанг (лат. Paradoxurus zeylonensis) — вид млекопитающих из семейства виверровых. Эндемичен для Шри-Ланки. В Красной книге МСОП обозначен как вид под наименьшей угрозой. Его ареал сильно фрагментирован, а места пригодные для его обитания в горных районах Шри-Ланки уменьшаются в числе и деградируют под антропогенным прессингом.

## Внешний вид и строение
Длина тела с головой 50—58 см, длина хвоста 44—53 см. Вес 3—5 кг. Верхняя сторона тела шри-ланкского мусанга коричневая, но у разных особей она варьирует от тёмной сепии до охристой, ржавой или золотисто-коричневой. Кончики волос часто бывают блестящими, иногда сероватыми. Конечности окрашены примерно так же, как и спина, но хвост и морда иногда заметно бледнее, охристо-серые. Морда без полос или пятен, а вибриссы грязно-белые. На спине просматривается рисунок из слабо выраженных полос и пятен, которые немного темнее фонового цвета. Нижняя сторона немного бледнее, чем верхняя, а иногда и серая.
Шри-ланкский мусанг имеет две цветовые морфы — золотую и тёмно-коричневую. В 2009 году было изучено несколько музейных образцов, и на этом основании было предложено разделить эти цветовые морфы на три отдельных вида:
- Paradoxurus aureus
- Paradoxurus montanus
- Paradoxurus stenocephalus

## Распространение и место обитания
Шри-ланкский мусанг встречается в низинных тропических лесах, вечнозеленых горных лесах, а также густых муссонных лесах.

## Экология и поведение
Шри-ланкский мусанг зависит от леса, но переносит незначительные изменения среды обитания, если лес не уничтожается полностью. Это древесный ночной одиночный зверь. Шри-ланкский мусанг питается фруктами, ягодами, беспозвоночными и различными мелкими позвоночными животными. Хотя это древесный вид, он часто кормится на лесной почве или в подлеске.
Шри-ланкский мусанг поедает плоды винной пальмы (Caryota urens) и тем самым вносит значительный вклад в распространение семян этого экономически важного растения.
О размножении этого вида до сих пор мало что известно, но молодые особи обычно наблюдаются в период с октября по ноябрь, поэтому предполагается, что потомство появляется в конце года.

## Угрозы и охрана
Главная угроза — вырубка лесов, поскольку большие территории Шри-Ланки очищаются от леса, чтобы освободить место для сельского хозяйства, лесной промышленности и городов. В результате этого среда обитания шри-ланкского мусанга становится фрагментированной, оставляя небольшие изолированные популяции.
Хотя никто не сохраняет именно этот вид, он встречается на некоторых охраняемых территориях. К ним относится национальный парк Синхараджа, объект всемирного наследия ЮНЕСКО.

## В культуре
Шри-ланкский мусанг изображён на почтовой марке ценой в три шри-ланкийских рупии. Но там он ошибочно назван «золотая пальмовая кошка».